# Trichomanes ingae
Trichomanes ingae là một loài thực vật có mạch trong họ Hymenophyllaceae. Loài này được C. Chr. miêu tả khoa học đầu tiên.